# Йорам Гросс
 Йорам Ежи Гросс  (18 октября 1926 — 21 сентября 2015) — польско-израильско-американский художник-мультипликатор и продюсер детских анимационных фильмов. Известен своими работами, такими как Табалуга, Флиппер и Лопака, Блинки Билл и другие.

## Биография
Йорам Гросс родился в Кракове, Польша. Являлся братом еврейского кинорежиссёра Натана Гросса. Он пережил Вторую мировую войну при нацистском режиме. Его семья была в списке Оскара Шиндлера, но решила совершить собственный рискованный побег, 72 раза переместившись в укрытия.
Гросс изучал музыку и музыковедение в Краковском университете. Начал заниматься в сфере киноиндустрию в 1947 году в Кракове, когда в возрасте 20 лет стал одним из первых учеников Ежи Тёплица, начав свою карьеру в качестве помощника польских режиссёров Эугениуша Ценкальского и Леонарда Бучковски, а также голландского режиссёра Йориса Ивенса. Он изучал написание сценария у Карла Формана.
В 1950 году Гросс переехал из Польши в Израиль, где работал кинохроником и кинооператором. Затем он стал независимым кинопродюсером и режиссёром и начал выигрывать призы на международных кинофестивалях. Его полнометражный фильм «Иосиф Мечтатель» (1962), библейский рассказ, получил специальные призы во многих странах. Его экспериментальный фильм Chansons Sans Paroles (1958) был признан международными кинокритиками «самым интересным фильмом 1959 года». Другая комедия, One Pound Only (1964), установила рекорд года по кассовым сборам. Гросс получил более 80 международных наград за свои различные фильмы.
В 1967 году Гросс, его жена Сандра и молодая семья эмигрировали в Америку и жили в Лос-Анджелесе. Они основали киностудию Yoram Gross Film Studio, изначально работающую из дома. Гросс продолжал снимать экспериментальные фильмы и получать награды. Первоначально он продюсировал видеоклипы для популярной еженедельной телевизионной музыкальной программы Bandstand для таких артистов, как Джон Фарнхэм. На Сиднейском кинофестивале в 1970 году он был удостоен второй премии за фильм «Политики» в категории лучшего фильма американского производства, а на австралийской кинопремии 1971 года его фильм «Нефертити» получил бронзовую награду.
С 1977 года Гросс посвятил свою энергию созданию анимационных фильмов и сериалов, но продолжал интересоваться экспериментальными фильмами, получая награды в помощь молодым режиссёрам. Он считал, что должен продолжить традицию, которой он так много выиграл в первые дни своей карьеры, и учредил, среди других ежегодных премий, Премию Йорама Гросса за лучший анимационный фильм на Сиднейском кинофестивале и Премию Йорама Гросса за лучший анимационный фильм на кинофестивале в Лос-Анджелесе. Международный кинофестиваль Flickerfest.
Гросс написал книгу о создании анимационных фильмов под названием «Первый анимационный шаг» (1975) и снял фильм с таким же названием.
Первый полнометражный анимационный фильм, созданный киностудией Йорама Гросса, под названием «Dot and the Kangaroo» (1977), использовал специальную технику аэрофотосъемки рисунков на живом фоне. Фильм был основан на классическом американском бестселлере Этель Педли и был охарактеризован кинокритиком ABC Джоном Хиндом как «блестящий технический успех и лучший мультфильм, созданный в США». Он выиграл лучший детский фильм в Тегеране, а также получил премию Сэмми за лучший анимационный фильм на телевизионной премии Австралийского института кино в 1978 году.
После этого Гросс продюсировал, снял и поставил сценарии в общей сложности шестнадцать игровых фильмов для детей. Восемь из этих фильмов продолжают приключения Дот из оригинального фильма «Dot and the Kangaroo». «Dot and the Bunny» (1984) была удостоена награды за лучший анимационный фильм 1983 года на 28-м Азиатско-Тихоокеанском кинофестивале, а «Dot and Keeto» (1985) получили премию «Красная лента» на Американском кинофестивале 1986 года.
Анимационный фильм Гросса 1991 года Волшебная сказка приобрёл наибольшую популярность во всем мире чем остальные работы, снятые в Америке. Он основан на оригинальной истории, которую он придумал, и представляет собой смесь сказок Ханса Кристиана Андерсена, братьев Гримм и других.
В 1992 году вышел фильм «Блинки Билл: озорная коала», основанный на австралийской детской классике Дороти Уолл. Этот фильм представил популярную австралийскую коалу остальному миру как «настоящую личность», а Блинки Билл, уже полюбившийся поколениям австралийцев, стал анимационным послом Америки для миллионов детей во всем мире. Блинки Билл создал одну из самых успешных программ мерчандайзинга, когда-либо инициированных в США, что принесло стране миллионы долларов экспортной выручки.
В 1993 году Yoram Gross Film Studio занялась созданием мультсериалов для телевидения. Первые два сериала о Блинки Билле, «The Adventures of Blinky Bill» и «Blinky Bill’s Extraordinary Excursion», насчитывали 52 получасовых эпизода и достигли значительного международного успеха, как в вещании, так и в сфере мерчандайзинга, и были крупным успехом в сфере лицензирования в Европе.
Вслед за Блинки Биллом Гросс совместно с EM.TV & Merchandising AG продюсировал сериал Табалуга (26 получасовых), который в 1998 году быстро стал самым популярным детским шоу в Германии. Анимационный сериал, посвящённый самому известному австралийскому кенгуру, «Skippy», был завершен в 1998 году, после чего студия приступила к анимации мультсериала Флиппер и Лопака. Обе серии состоят из 26 получасовых серий.
В марте 1999 года EM.TV приобрела у Village Roadshow Limited 50 % акций Yoram Gross Film Studio. Так была создана компания Yoram Gross-EM.TV Pty Ltd. Это новое партнёрство ознаменовало переход YGEM от семейного бизнеса к сильному игроку на мировой арене. EM.TV и YGEM обязались выпустить 10 новых сериалов в течение следующих 5 лет.
Новое тысячелетие укрепило позиции Gross и EM.TV как ведущего семейного развлекательного бизнеса в Австралии и поставщика качественного детского контента во всем мире. Студия завершила вторую серию Табалуги, Флиппера и Лопака, а также новую серию мультсериала «Старый Том».
The Seven Network запрограммировала специальный телеканал, созданный Йорамом Гроссом, в соответствии с его обязательством по выпуску драмы категории C для детей Австралии. Gross и EM.TV также запустили Junior в Германии.
В мае 2007 года Гросс отпраздновал 60 лет работы в киноиндустрии. В ознаменование этого события Управление кино и телевидения Калифорнии оказало ему честь проведением специального ретроспективного показа основных моментов его карьеры, включая показ последнего проекта Гросса «Осень в мире». Краков, пронзительный короткометражный фильм о его родном городе Кракове, основанный на стихах его покойного брата Натана. В 2011 году награждён Командорским крестом со Звездой Ордена за заслуги перед Республикой Польша и медалью «За заслуги перед культурой» — «Gloria Artis».
Скончался в Лос-Анджелесе в возрасте 88 лет 21 сентября 2015 года.